# Roisel
Roisel est une commune française située dans le département de la Somme, en région Hauts-de-France.

## Géographie

### Localisation

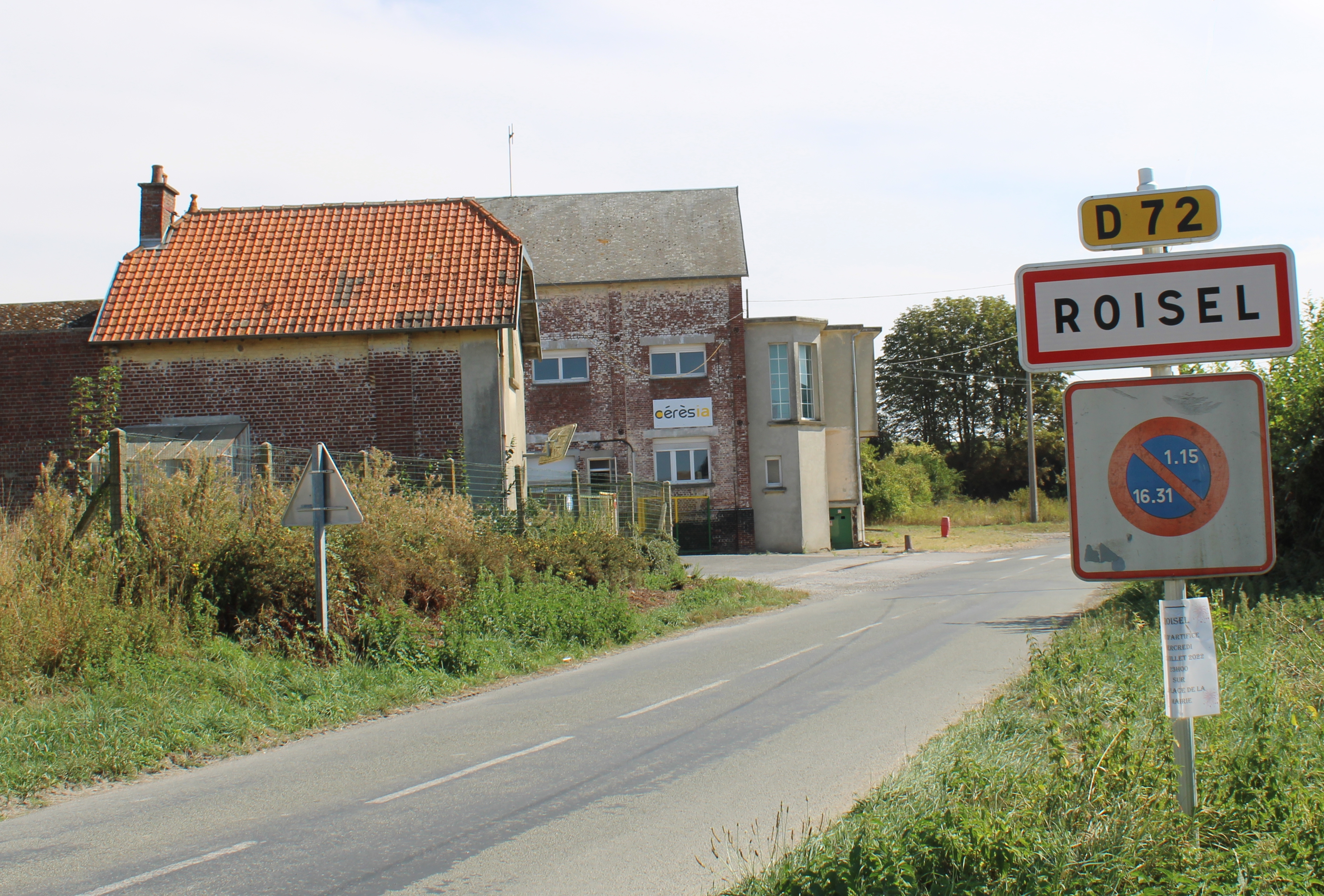
Entrée de la commune.

Roisel est un bourg picard du Vermandois, situé à 12 km à l'est de Péronne et à 8 km au nord de Vermand. Il est traversé par la Cologne, ru prenant sa source, non loin de là, à Hargicourt (Aisne) et se jetant dans la Somme à Péronne.

#### Communes limitrophes
| Longavesnes     | Villers-Faucon     | Templeux-le-Guérard |
| Marquaix        | Roisel             | Hesbécourt          |
| Tincourt-Boucly | Hancourt et Bernes | Hervilly            |

### Nature du sol et du sous-sol
Le sol de la commune est calcaire, argileux et argilo-calcaire.

### Relief, paysage, végétation
Le relief de la commune est assez accidenté, le bourg est construit dans une petite vallée et sur une partie de son versant est. L'altitude de la commune voisine les 100 m.

### Hydrographie

#### Réseau hydrographique
La commune est située dans le bassin Artois-Picardie. Elle est drainée par la Cologne et l'Hamelet,.
La Cologne, d'une longueur de 23 km, prend sa source dans la commune de Hargicourt et se jette  dans la Somme dans la commune de Doingt, face à Péronne.

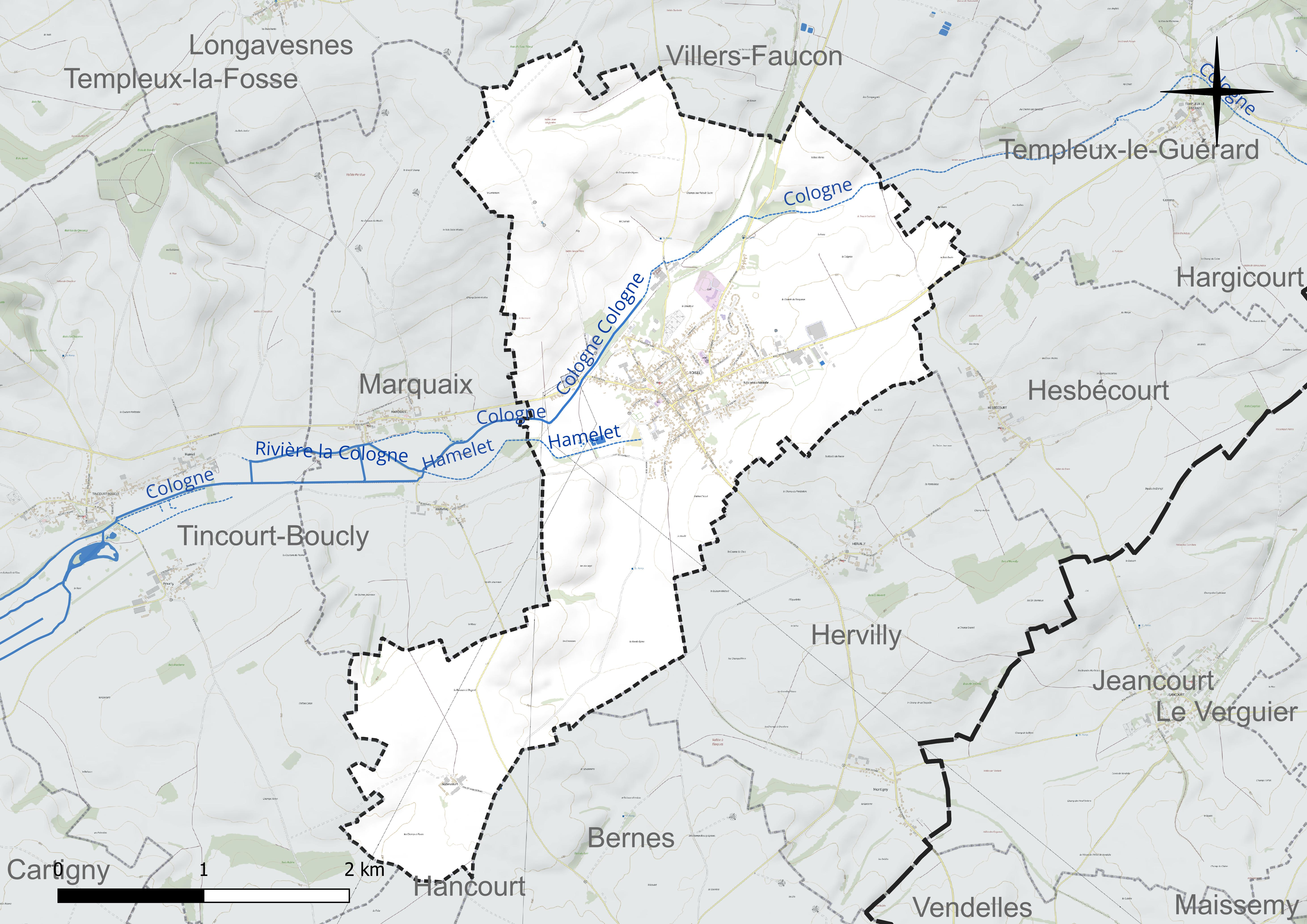
Réseau hydrographique de Roisel.

#### Gestion et qualité des eaux
Le territoire communal est couvert par le schéma d'aménagement et de gestion des eaux (SAGE) « Haute Somme ». Ce document de planification concerne un territoire de 1 798 km2 de superficie, délimité par le bassin versant de la Haute Somme est constitué d'un réseau hydrographique complexe de cours d'eau, de marais, d'étangs et de canaux. Le périmètre a été arrêté le 21 avril 2006 et le SAGE proprement dit a été approuvé le 15 juin 2017. La structure porteuse de l'élaboration et de la mise en œuvre est le syndicat mixte d'aménagement hydraulique du bassin versant de la Somme (AMEVA).
La qualité des cours d'eau peut être consultée sur un site dédié géré par les agences de l'eau et l'Agence française pour la biodiversité.

### Climat
Pour des articles plus généraux, voir Climat des Hauts-de-France et Climat de la Somme.
En 2010, le climat de la commune est de type climat océanique dégradé des plaines du Centre et du Nord, selon une étude du CNRS s'appuyant sur une série de données couvrant la période 1971-2000. En 2020, Météo-France publie une typologie des climats de la France métropolitaine dans laquelle la commune est exposée à un climat océanique et est dans la région climatique Nord-est du bassin Parisien, caractérisée par un ensoleillement médiocre, une pluviométrie moyenne régulièrement répartie au cours de l'année et un hiver froid (3 °C).
Pour la période 1971-2000, la température annuelle moyenne est de 10,5 °C, avec une amplitude thermique annuelle de 14,6 °C. Le cumul annuel moyen de précipitations est de 714 mm, avec 12 jours de précipitations en janvier et 9,1 jours en juillet. Pour la période 1991-2020, la température moyenne annuelle observée sur la station météorologique la plus proche, située sur la commune d'Épehy à 7 km à vol d'oiseau, est de 10,6 °C et le cumul annuel moyen de précipitations est de 752,8 mm,. Pour l'avenir, les paramètres climatiques de la commune estimés pour 2050 selon différents scénarios d'émission de gaz à effet de serre sont consultables sur un site dédié publié par Météo-France en novembre 2022.

## Urbanisme

### Typologie
Au 1er janvier 2024, Roisel est catégorisée bourg rural, selon la nouvelle grille communale de densité à sept niveaux définie par l'Insee en 2022.
Elle est située hors unité urbaine. Par ailleurs la commune fait partie de l'aire d'attraction de Péronne, dont elle est une commune de la couronne,. Cette aire, qui regroupe 52 communes, est catégorisée dans les aires de moins de 50 000 habitants,.

### Occupation des sols
L'occupation des sols de la commune, telle qu'elle ressort de la base de données européenne d'occupation biophysique des sols Corine Land Cover (CLC), est marquée par l'importance des territoires agricoles (87 % en 2018), une proportion sensiblement équivalente à celle de 1990 (86,7 %). La répartition détaillée en 2018 est la suivante : 
terres arables (87 %), zones urbanisées (13 %). L'évolution de l'occupation des sols de la commune et de ses infrastructures peut être observée sur les différentes représentations cartographiques du territoire : la carte de Cassini (XVIIIe siècle), la carte d'état-major (1820-1866) et les cartes ou photos aériennes de l'IGN pour la période actuelle (1950 à aujourd'hui).

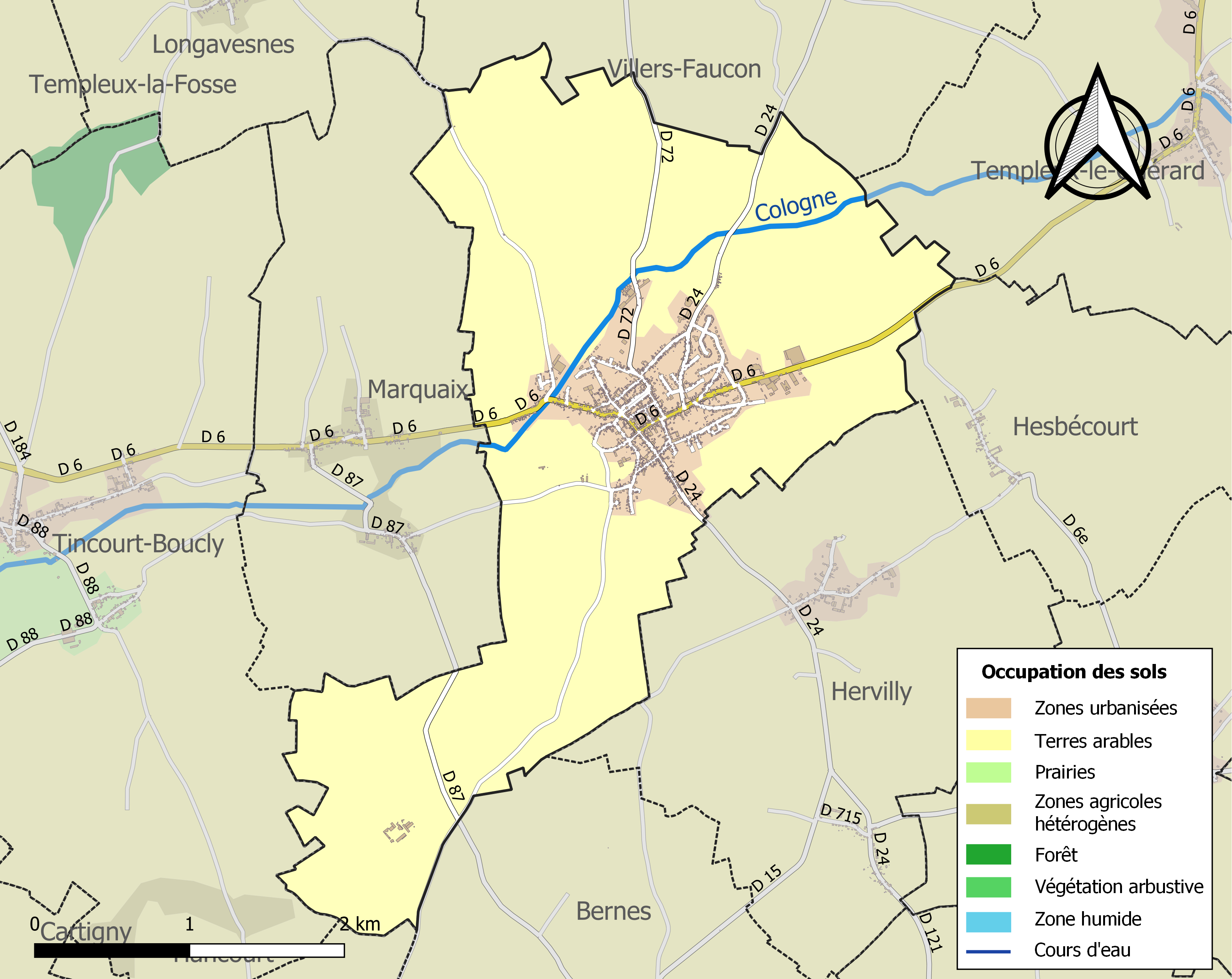
Carte des infrastructures et de l'occupation des sols de la commune en 2018 (CLC).

### Habitat
Le bourg de Roisel a été totalement détruit pendant la Grande Guerre. Il a été reconstruit dans l'entre-deux-guerres comme en témoigne son architecture de brique caractéristique de cette époque. Des lotissements se sont construits à la périphérie du bourg au cours des décennies 1960, 1970, 1990.
Depuis les années 2000, un effort d'embellissement du centre-ville et des principaux monuments du bourg a été entrepris.

### Voies de communication et transports
La commune est facilement accessible par les autoroutes A1, A26 et A29.
Roisel est situé à un carrefour de routes départementales : la RD 6 reliant Péronne au Ronssoy ; la RD 15 reliant Nesle à Roisel ;  la RD 24 reliant Epehy à Hervilly ; la RD 87 reliant Pœuilly à Marquaix etc.
L'ancienne gare de Roisel est desservie par les autocars du TER Picardie.
En 2019, la localité est également desservie par les autocars du réseau interurbain Trans'80, Hauts-de-France (ligne no 44, Montdidier - Chaulnes - Péronne - Roisel et ligne no 49, Péronne - Roisel - Saint-Quentin).

## Toponymie
On trouve dans les textes anciens plusieurs formes pour désigner Roisel : Roiset, Roisest, Roisset, Roiseth, Reisert, Roiset, Roissel (1214), Roizel. Ce nom viendrait du latin rosaria, qui signifie lieu abondant en roseaux.

## Histoire
L'histoire de Roisel est fortement attachée à Saint-Fursy. Au VIIe siècle, Archambaut, maire du palais du roi Clovis II, fit don de la villa de Roisel, dans la forêt d'Arrouaise au monastère de Saint-Fursy de Péronne.
- En 1146, Roisel est possession du comte Raoul de Vermandois.
- Au XIIIe siècle, Roisel a pour seigneurs : Gilles de Roisel (1214), Gibert de Roisel, Gilles de Roisi (1278).
- Au Moyen Âge, Roisel possédait un maire et des échevins.
- Au XVIe siècle, Charles de Bovelles, écrivain, était seigneur de Roisel[1].

### L'ancienne gare

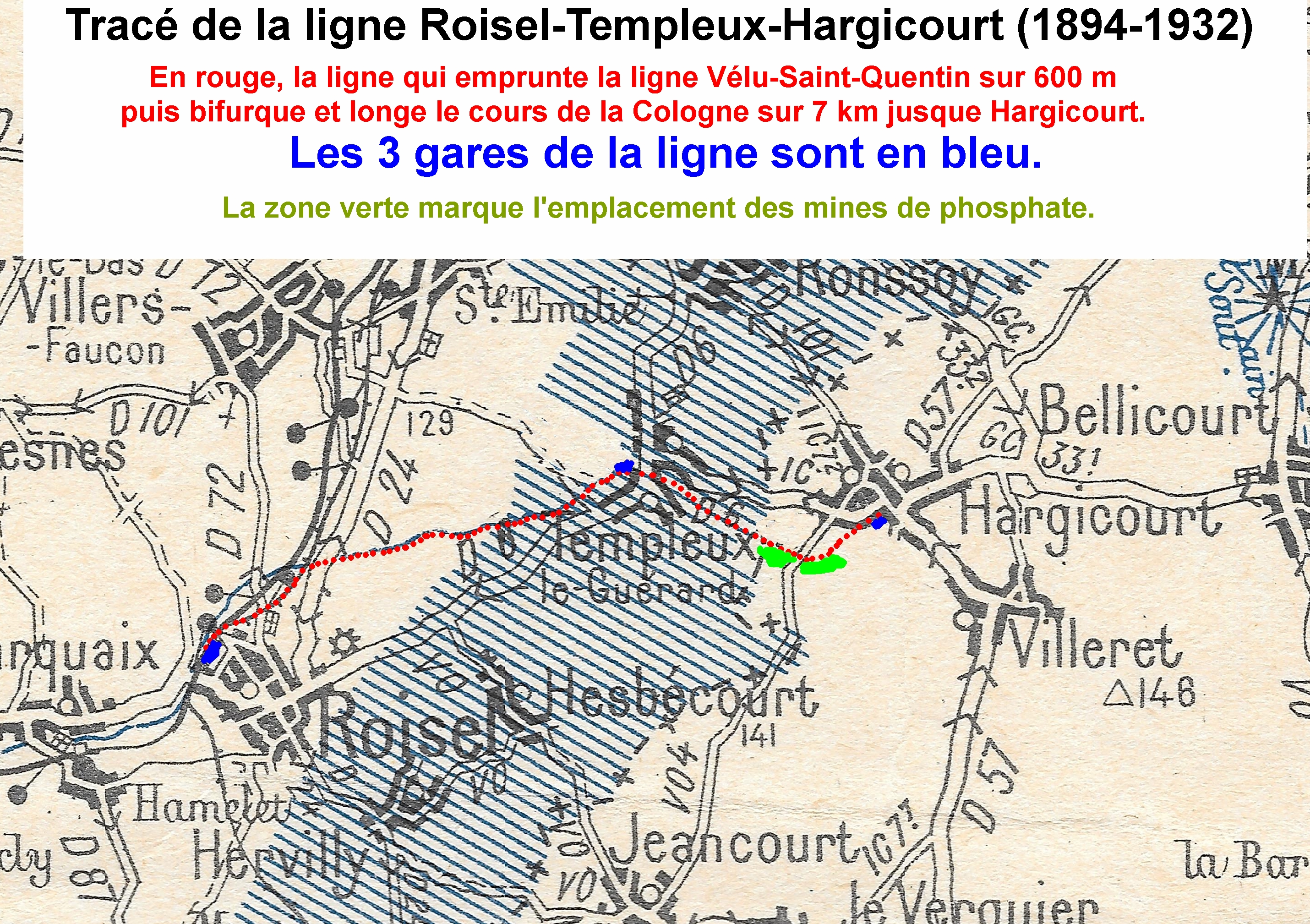
Carte de la ligne Roisel-Hargicourt.

Pendant un siècle environ, la gare de Roisel, a connu une importante activité, favorisant les déplacements des habitants et le développement économique du secteur au XIXe siècle.
À partir de 1873 jusque dans les années 1980, elle était en effet située sur la ligne de Saint-Just-en-Chaussée à Douai. La mise à double voie de la section de Montdidier à Cambrai est entreprise vers 1908/1910 ; dans ce cadre, les principales gares, comme Roye, Péronne et Roisel, sont dotées de nouveaux bâtiments voyageurs plus spacieux.
De 1879 à 1955, Roisel était également au centre de la ligne de Chemin de fer de Vélu-Bertincourt à Saint-Quentin  un chemin de fer secondaire à voie normale, longue de 52 km.
De 1894 à 1932, la gare de Roisel fut le départ de la ligne de chemin de fer de Roisel à Hargicourt qui a été ouverte  afin de permettre l'exploitation de mines de phosphates à Templeux-le-Guérard et Hargicourt.

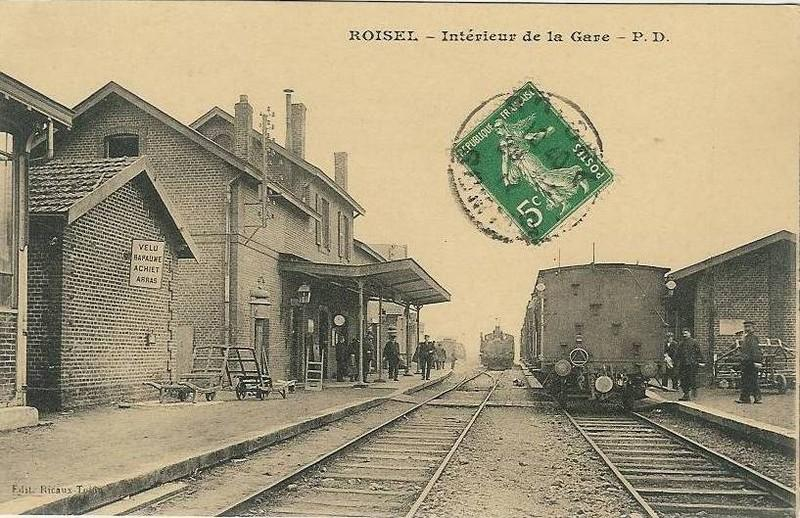
La gare de Roisel vers 1910.
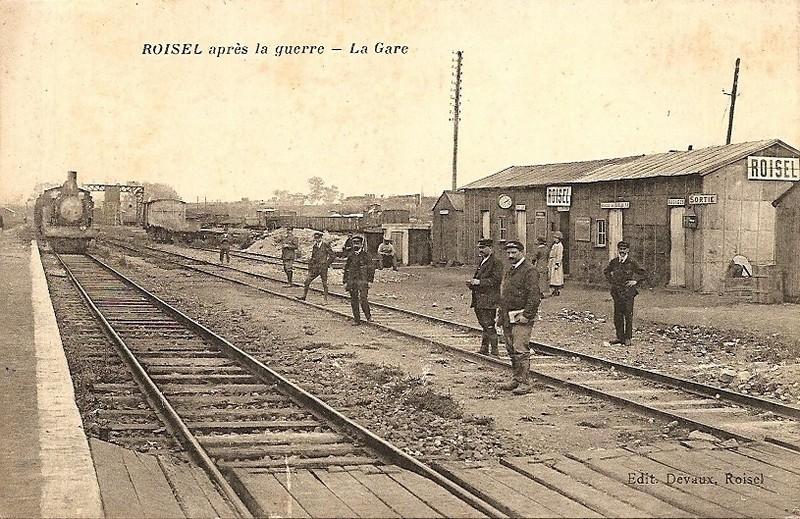
La gare de Roisel en reconstruction vers 1920.
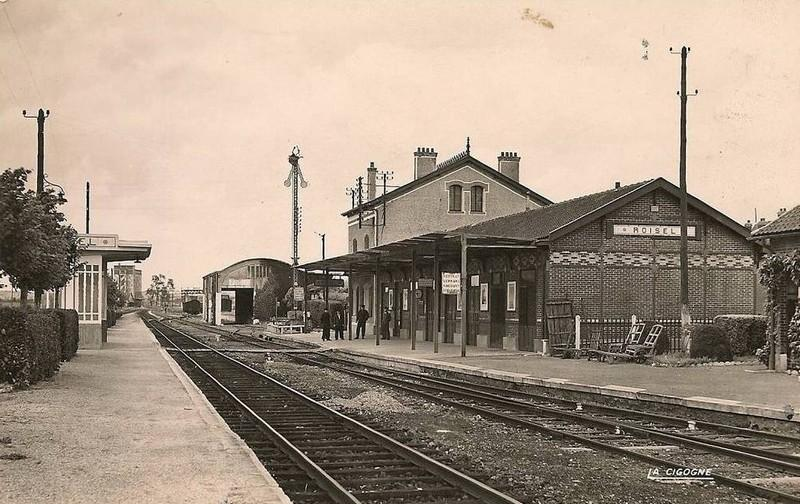
La nouvelle gare de Roisel vers 1930.
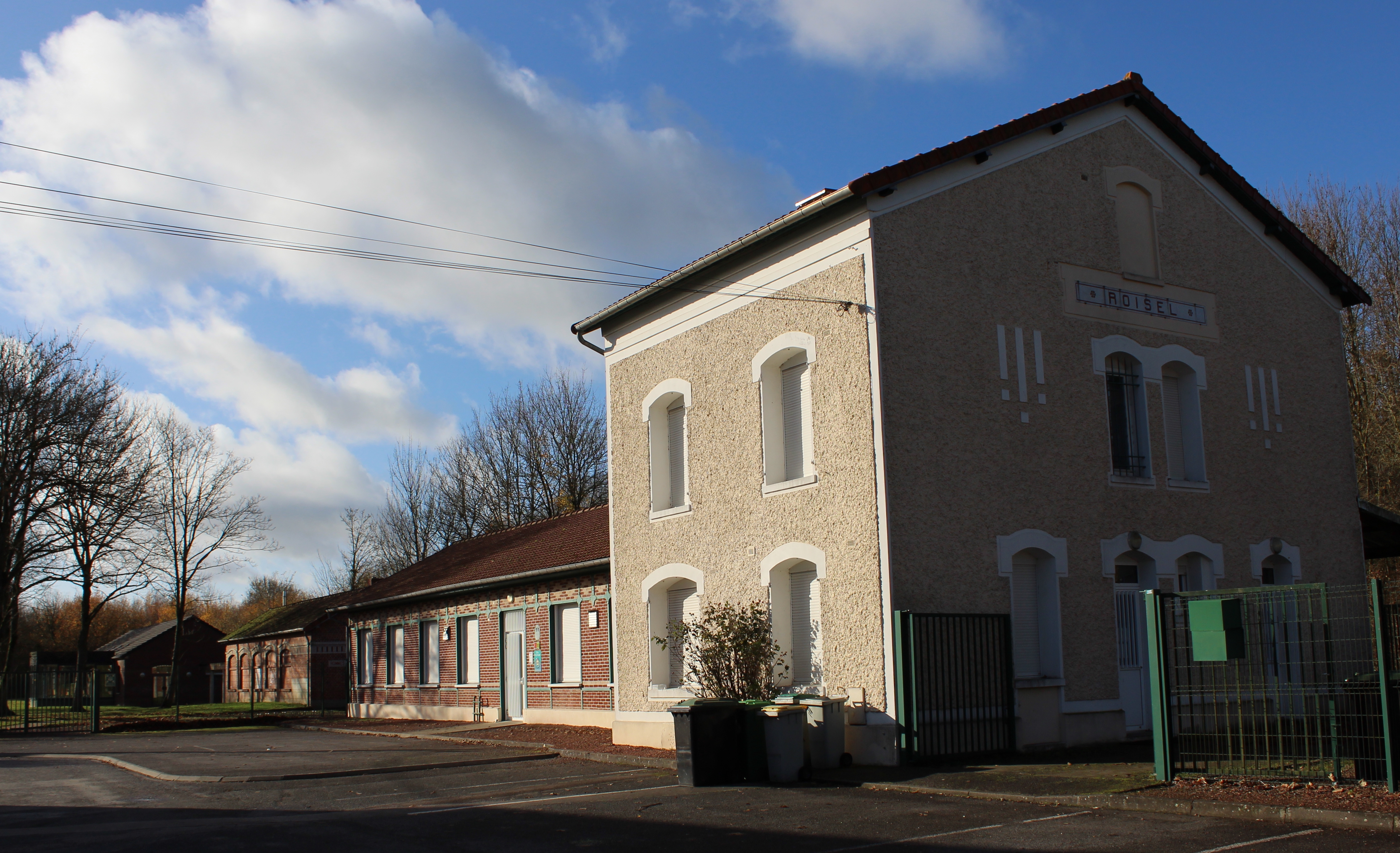
L'ancienne gare de Roisel en 2017.
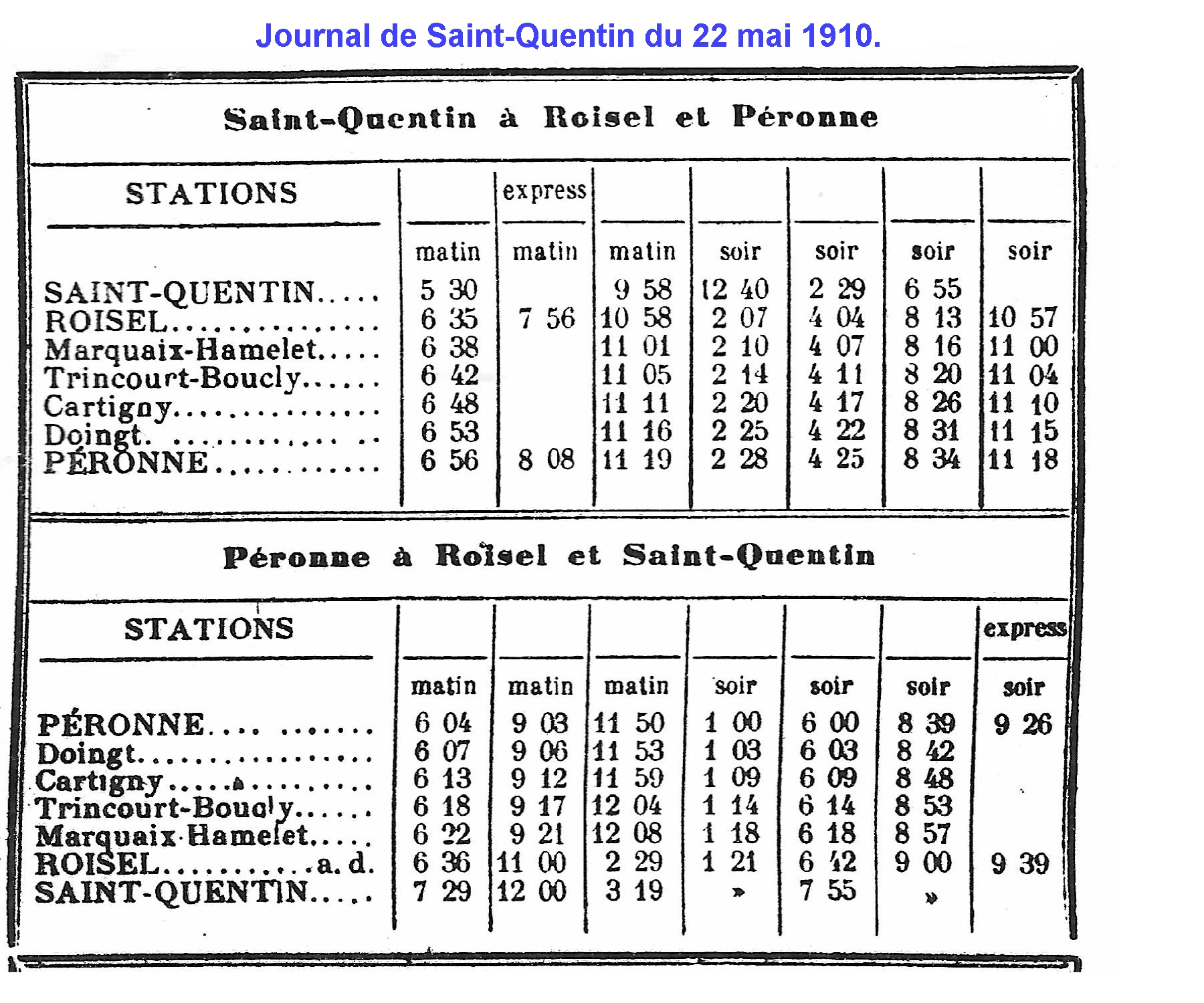
Horaire de la ligne Péronne - Roisel - Saint-Quentin en 1910.
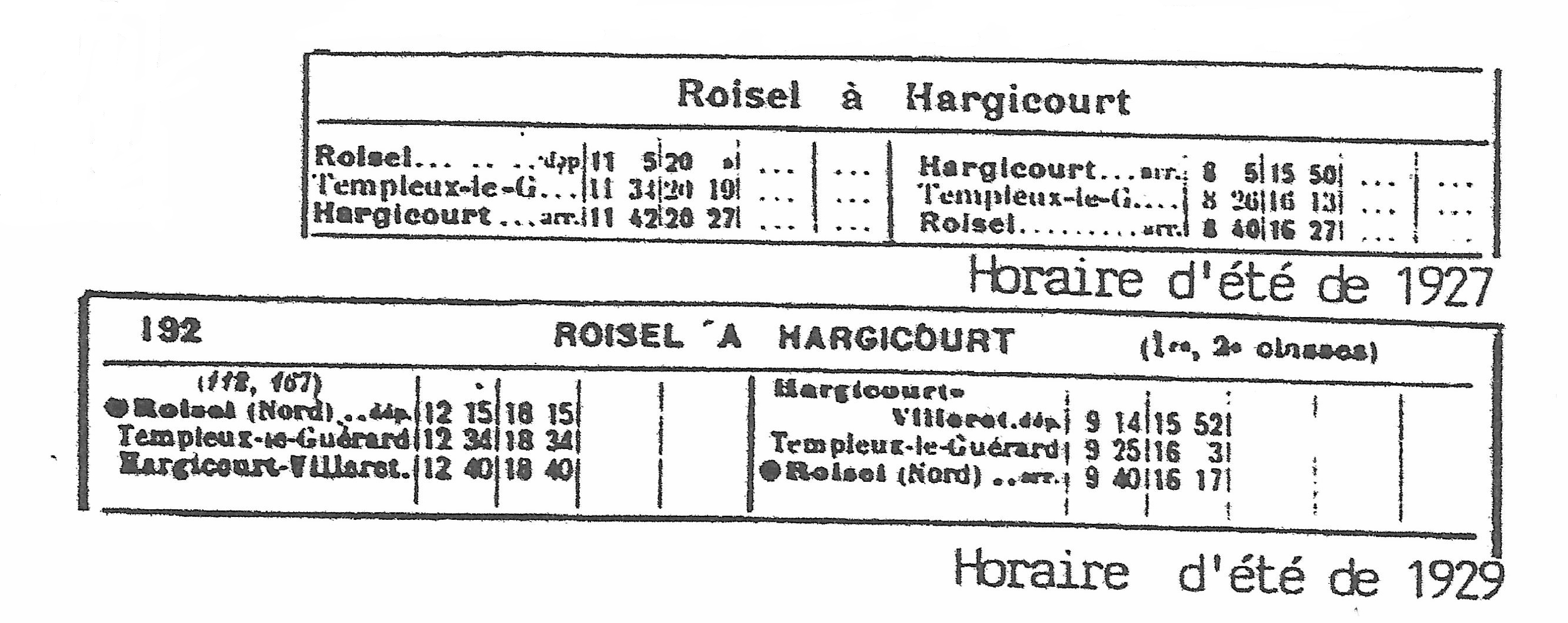
Horaire de la ligne Roisel-Hargicourt en 1927.

Cartes postales de Roisel avant la Première Guerre mondiale
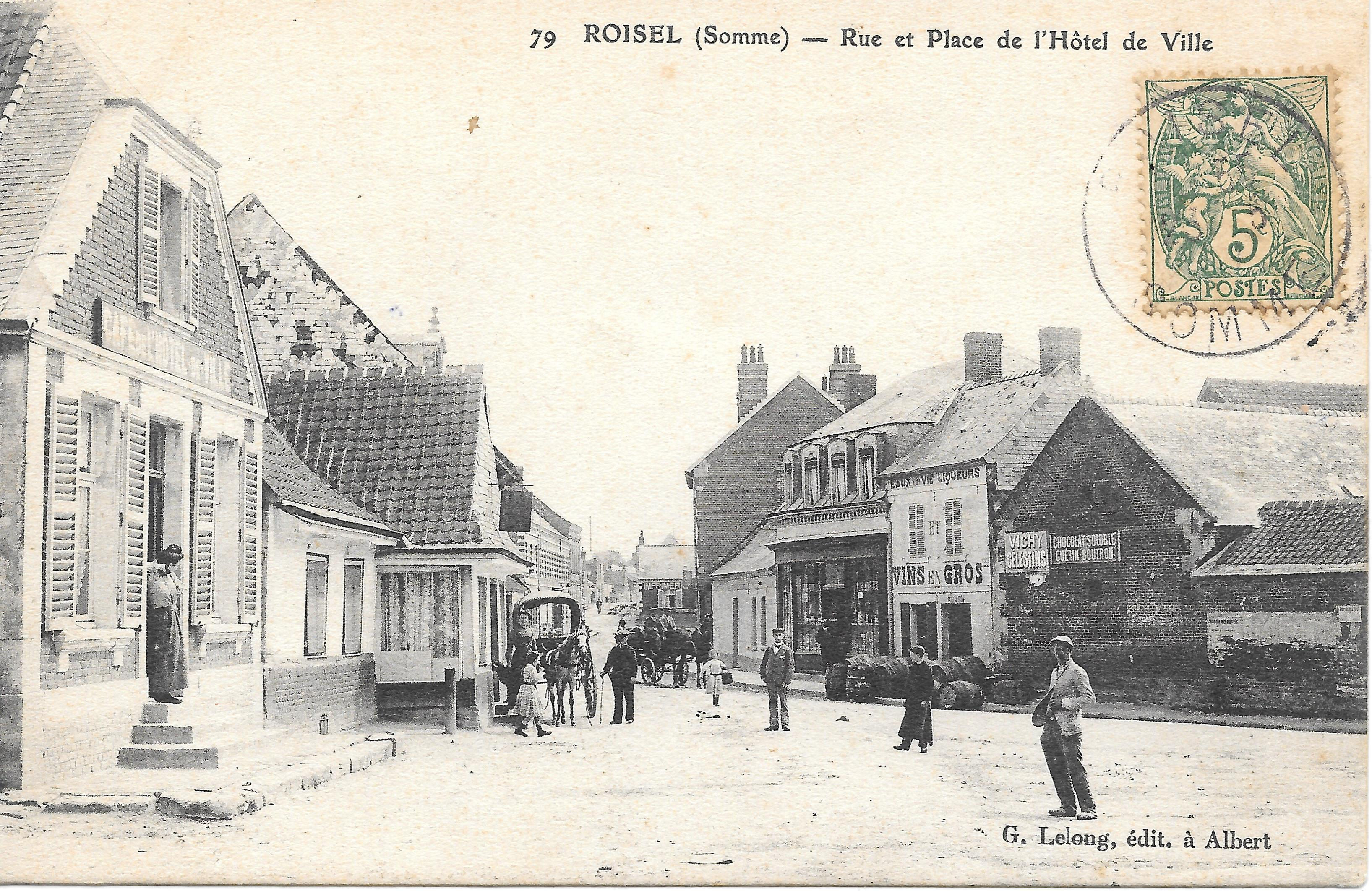
La place de l'Hôtel-de-Ville avant 1914.
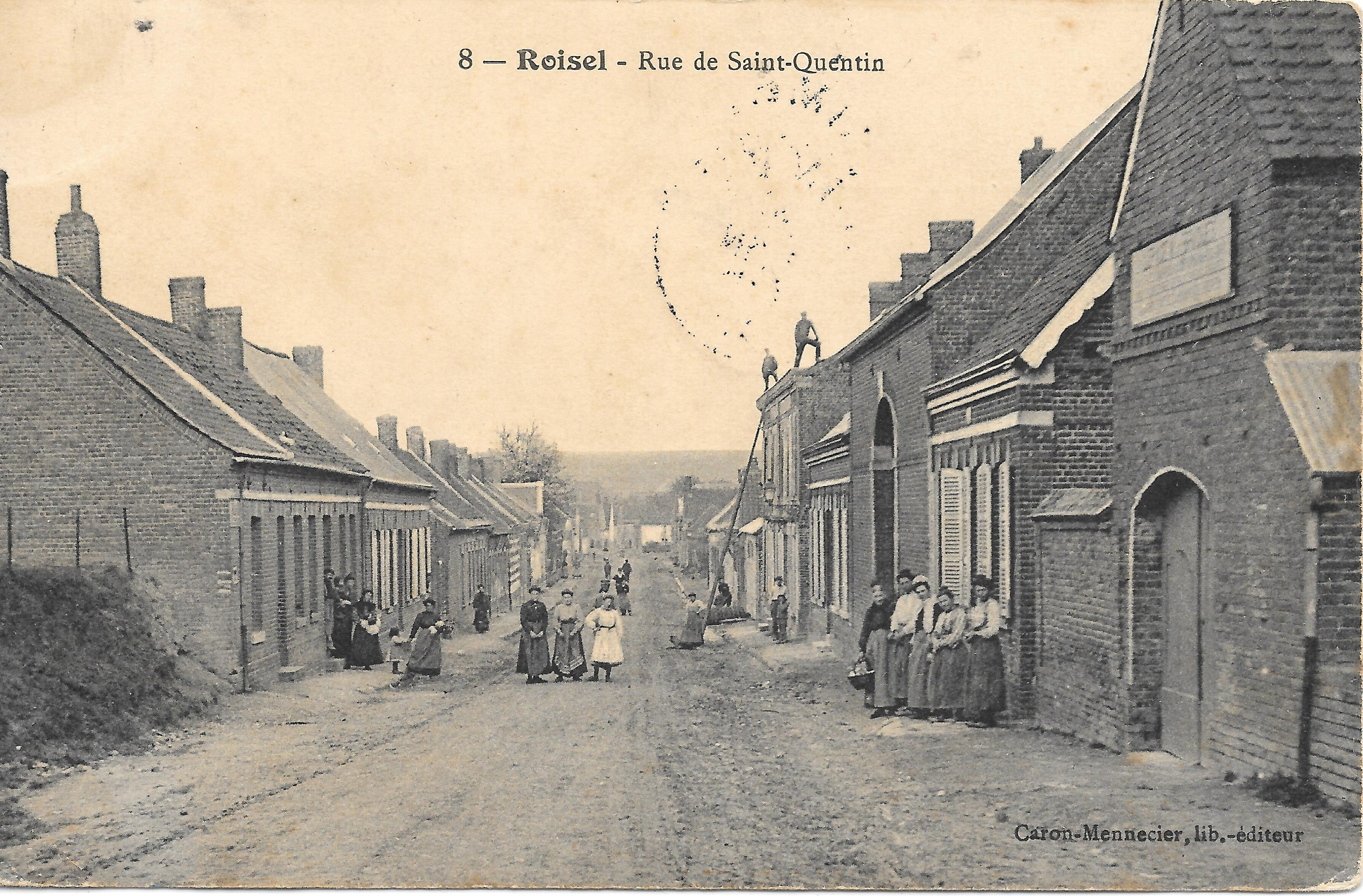
La rue de Saint-Quentin avant guerre.

### La guerre 1914-1918
Le 28 août 1914, soit moins d'un mois après la déclaration de guerre, après la bataille des frontières et la retraite de l'armée française, Roisel voit l'arrivée des premiers Allemands.
Un grand nombre d'habitants fuient devant l'occupant mais reviendront chez eux quelques jours plus tard. Pendant 30 mois, la cité reste loin du front qui se stabilise à une dizaine de kilomètres à l'ouest, vers Péronne et les habitants pendant cette période sont soumis à la dure loi des occupants. Roisel était classée zone des armées, une kommandantur s'installe en novembre 1914.
Des milliers d'Allemands passent ou s'installent à Roisel, logeant chez l'habitant ou dans les édifices publics. Métaux, cuivres, argenterie, matelas, armes, céréales, animaux, tout est réquisitionné par l'occupant. Des arrêtés de la kommandantur obligent, à date fixe, sous la responsabilité du maire et du conseil municipal, et sous peine de sanctions, la population à fournir : blé, œufs, lait, viande, légumes, destinés à nourrir les soldats du front. Toutes les personnes valides devaient effectuer des travaux agricoles ou d'entretien.
En février 1917, les Dioscures Paul von Hindenburg et Erich Ludendorff, à la suite de la bataille de la Somme, décident la création d'une ligne défense à l'arrière du front, s'étendant de Lens à Soissons, la Ligne Hindenburg ; lors du retrait des troupes allemandes, tous les villages seraient détruits pour ne pas servir d'abri aux troupes franco-anglaises.
À Roisel, cette destruction débute le 10 mars, toutes les maisons sont pillées et incendiées, et le village est systématiquement détruit. L'église, la mairie, les écoles et toutes les habitations ont été dynamitées et les arbres sciés à un mètre de hauteur.
Roisel, vidée de ses habitants, restée occupée par les Allemands a été reprise le 25 mars 1917 par les troupes britanniques.
Vu la position stratégique de Roisel, la cité fut la théâtre d'importants combats en mars 1917 comme le relate Maurice Thiéry dans son livre La guerre en 1917." Autour de ce bastion en ruines, la lutte fut acharnée. Les Anglais ont pris Roisel une première fois le 20 mars, trois jours plus tard les Allemands l'ont reprise et le 25 au matin nos Alliés y sont rentrés. L'ennemi a tenté des efforts désespérés pour déloger à nouveau l'occupant, la position pour lui étant importante car de Roisel partent trois embranchements de chemin de fer, l'un vers Péronne, un autre vers Saint-Quentin et le troisième vers Cambrai.".

Roisel dans la guerre
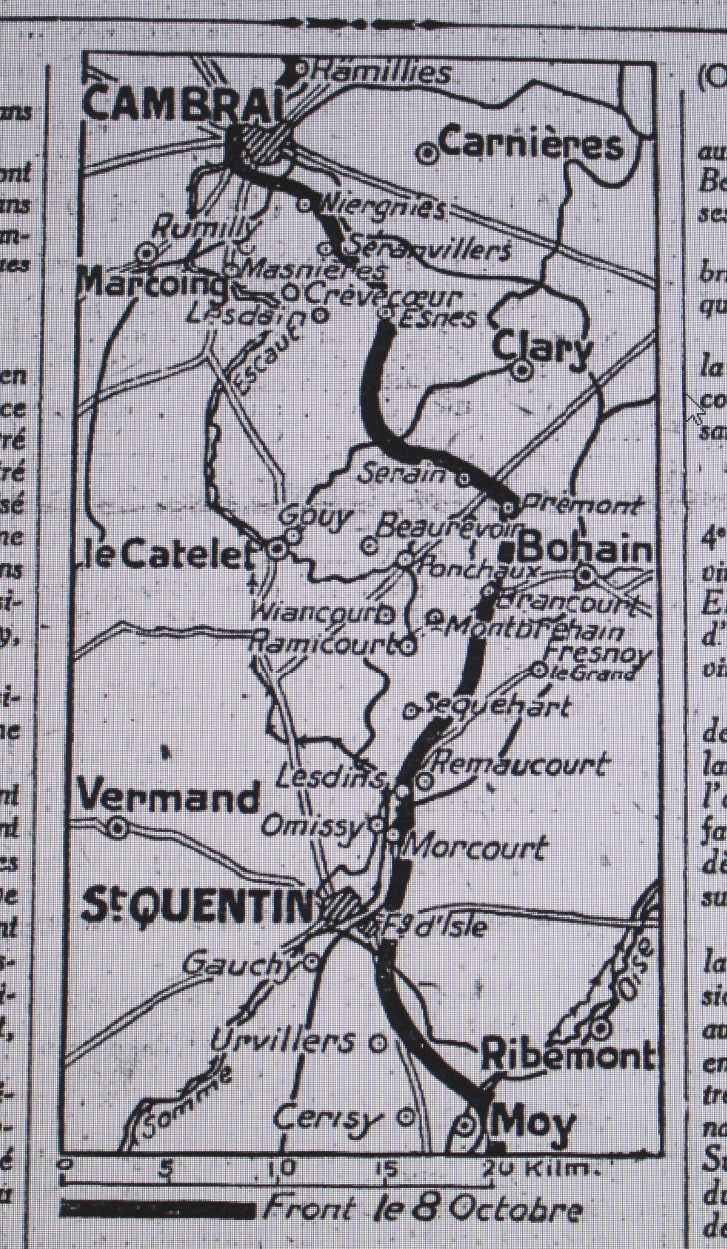
Carte du front le 8 octobre 1918
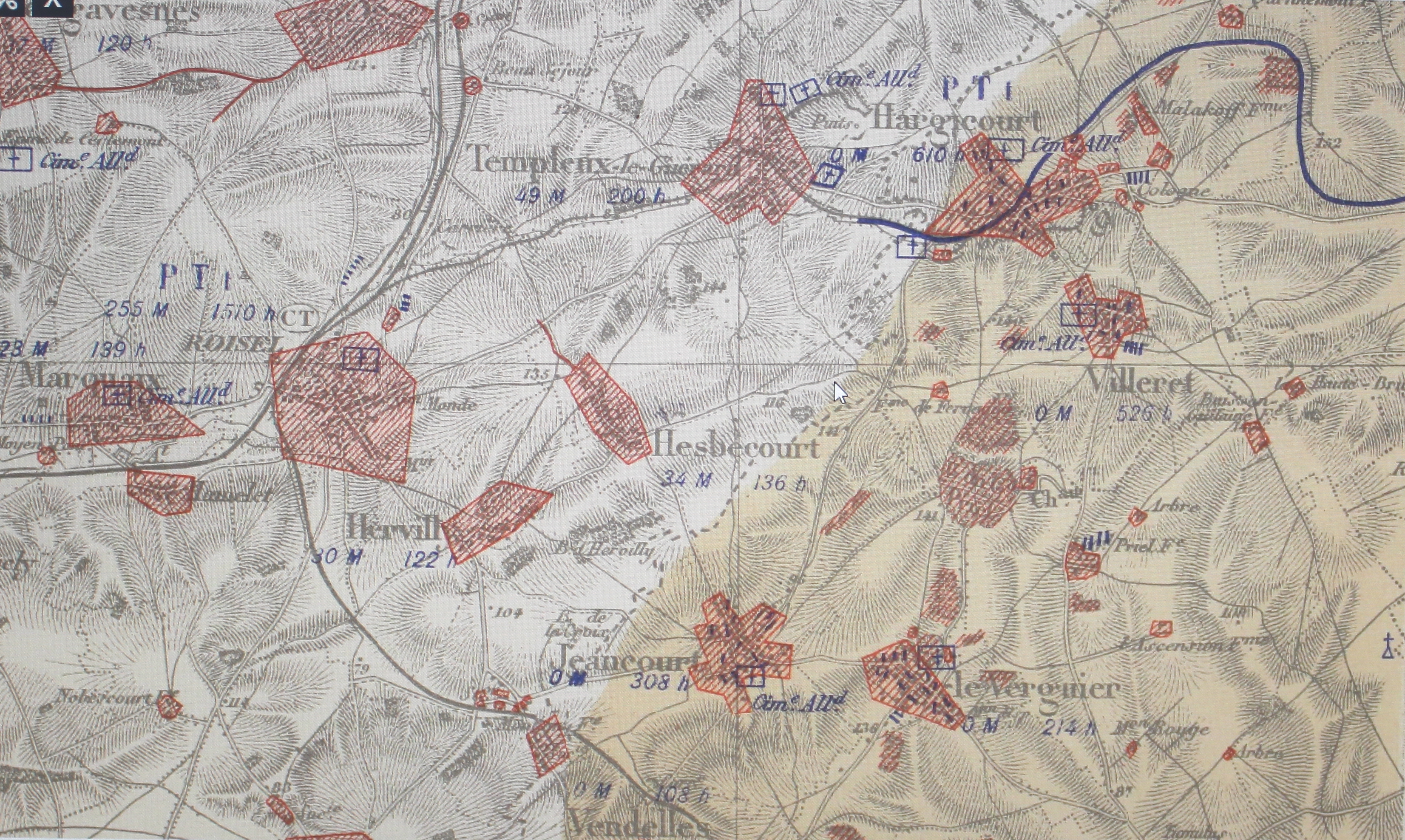
Carte montrant les destructions de Roisel lors de la guerre 1914-1918.

Le village est considéré comme détruit à la fin de la guerre et a  été décoré de la Croix de guerre 1914-1918, le 27 octobre 1920.
Après l'Armistice, de nombreux habitants ne reviennent pas s'installer à Roisel et, avec les dommages de guerre, commencent une nouvelle vie dans d'autres lieux. Pour ceux qui reviennent commence une longue période de plus de dix ans de reconstruction des habitations (maisons provisoires), des fermes, des bâtiments publics, des routes. De 1736 habitants en 1911, Roisel n'en comptait plus que 1418 en 1921.

La reconstruction pendant l'Entre-deux-guerres
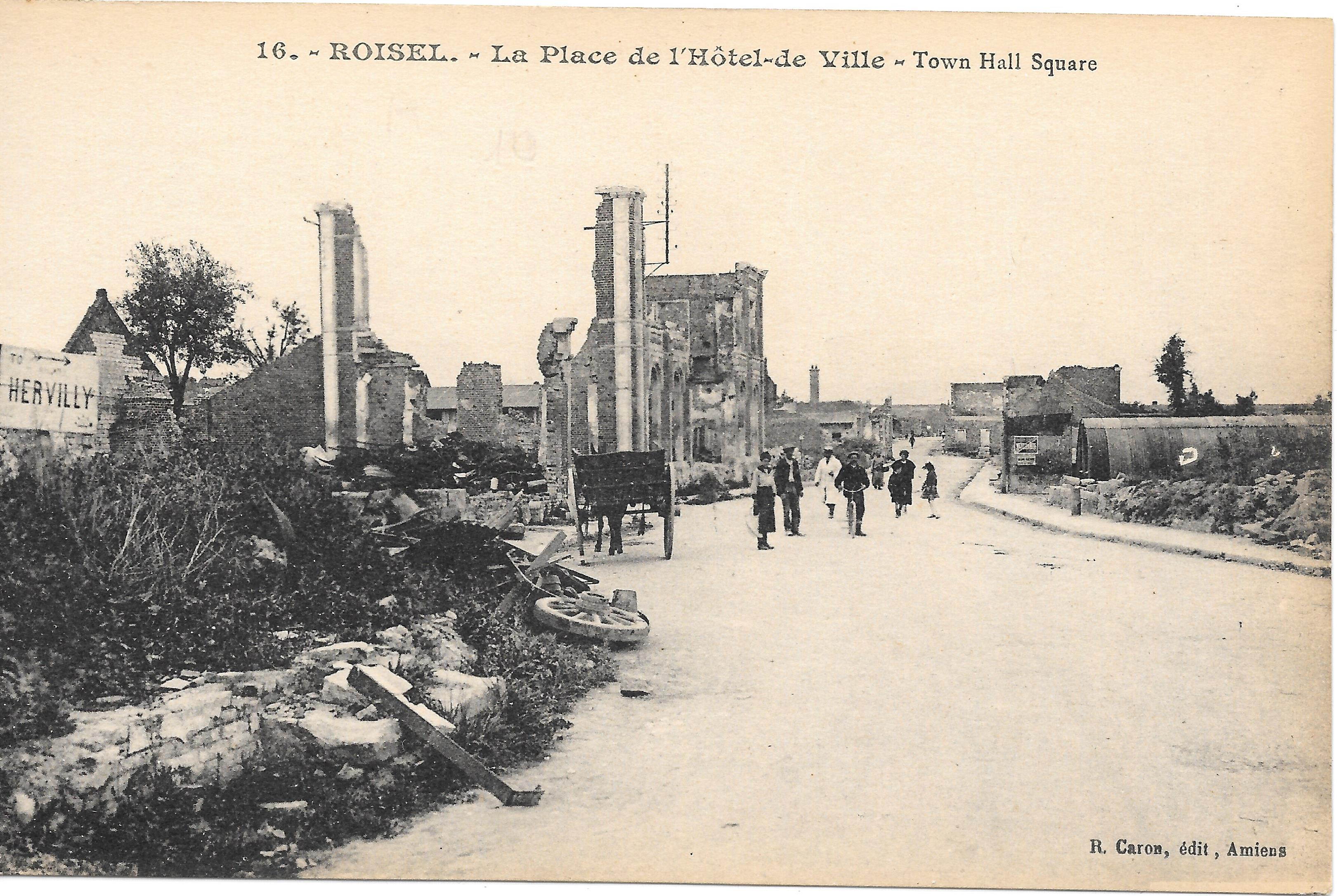
La place de l'Hôtel-de-Ville en 1922.
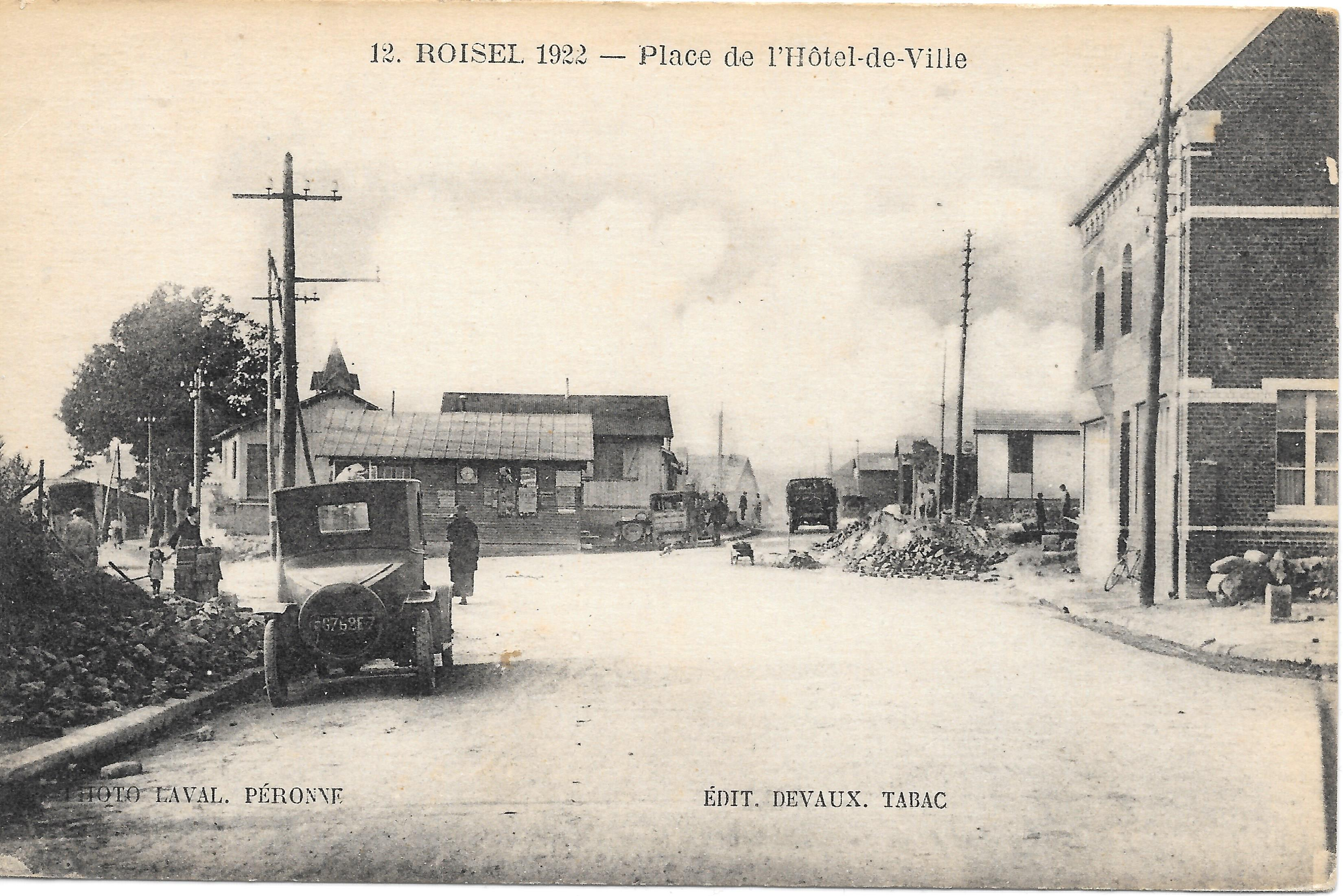
La place de l'Hôtel-de-Ville en 1922 (on aperçoit le clocher de l'église provisoire).
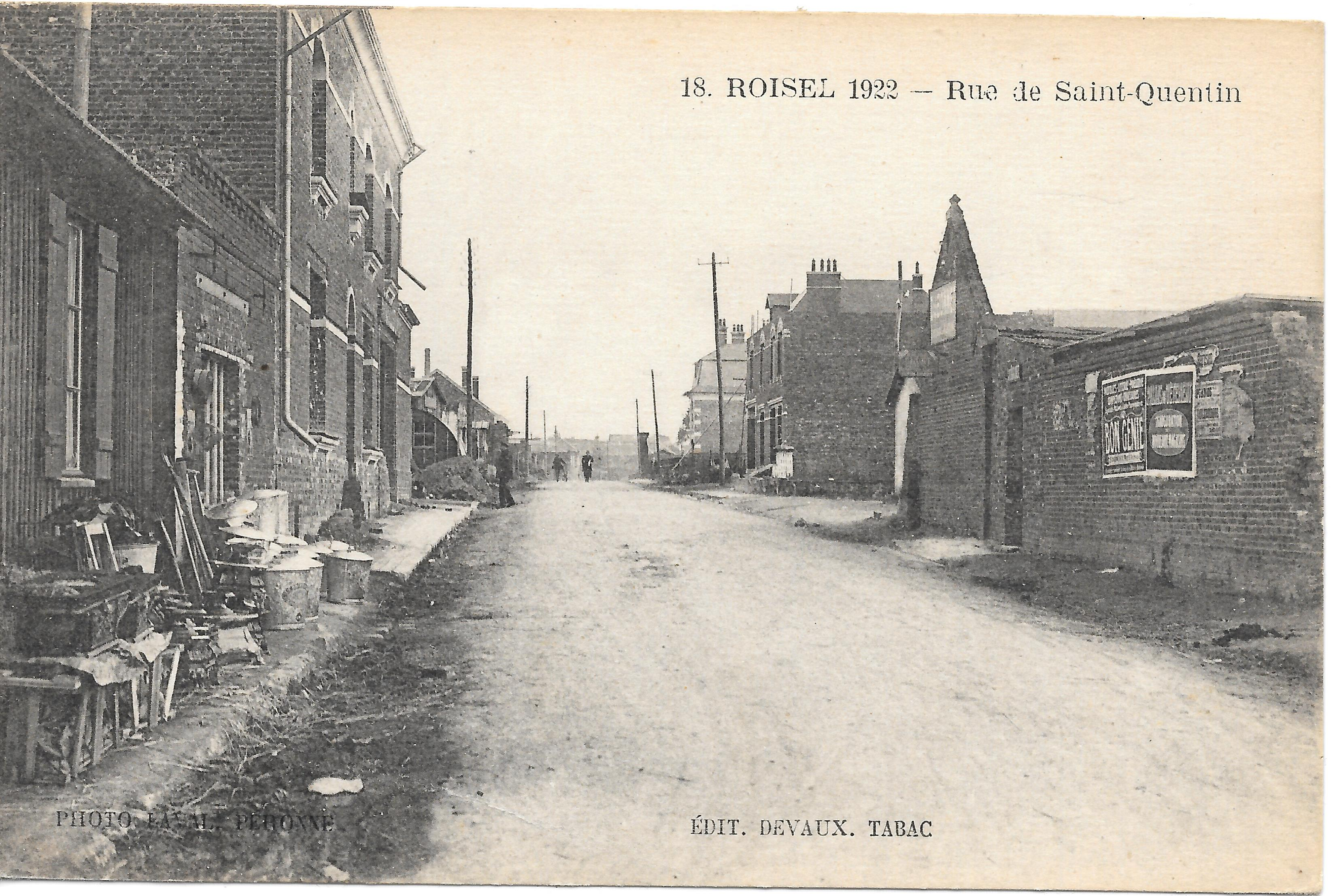
La rue de Saint-Quentin en 1922.
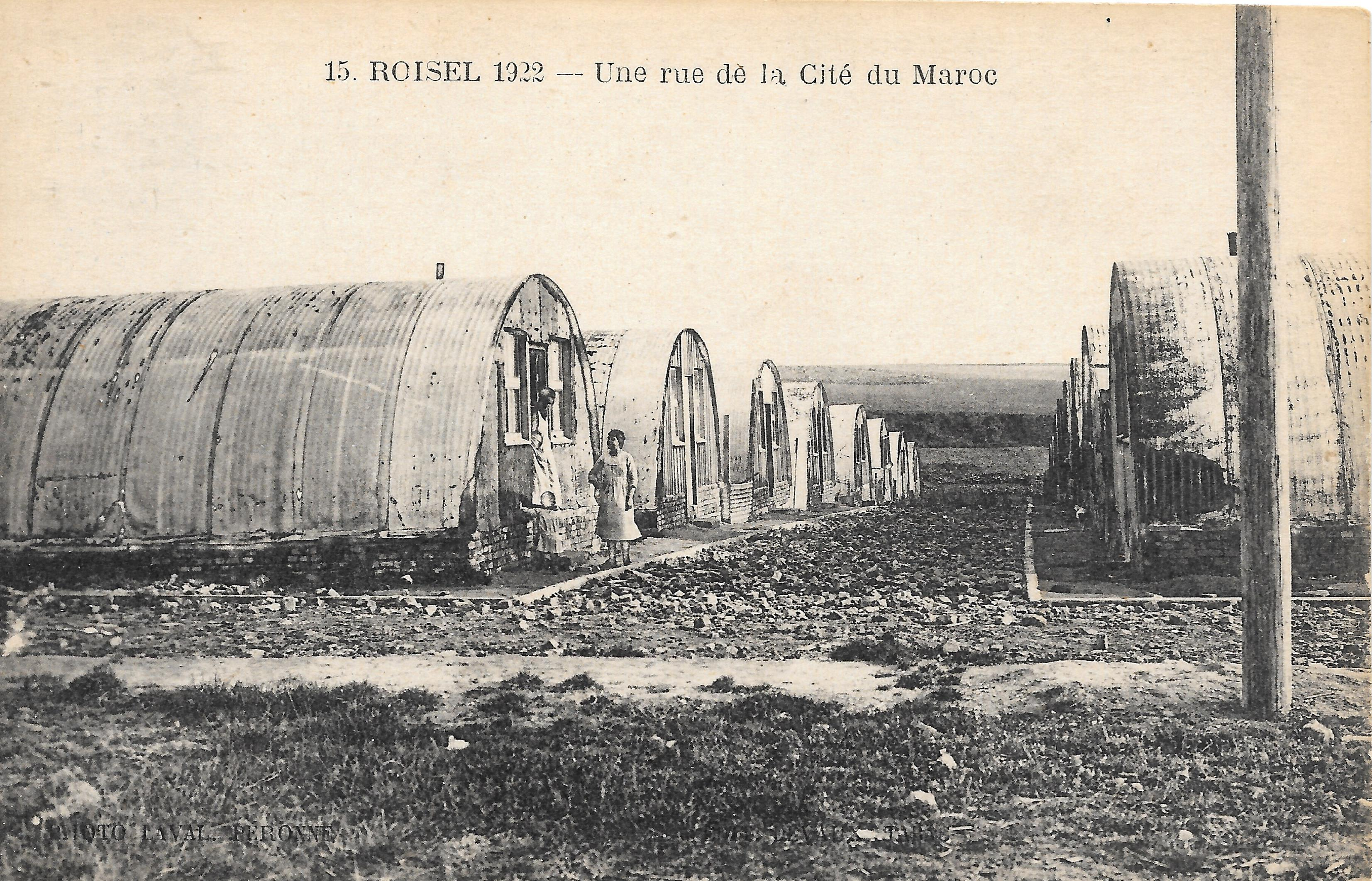
Les baraquements provisoires en 1922.

## Politique et administration

### Rattachements administratifs et électoraux
Rattachements administratifs
La commune se trouve  dans l'arrondissement de Péronne du département de la Somme.
Elle était depuis 1793 le chef-lieu du canton de Roisel. Dans le cadre du redécoupage cantonal de 2014 en France, cette circonscription administrative territoriale a disparu, et le canton n'est plus qu'une circonscription électorale.
Rattachements électoraux
Pour les élections départementales, la commune fait partie depuis 2014 du canton de Péronne
Pour l'élection des députés, elle fait partie de la cinquième circonscription de la Somme.

### Intercommunalité
La commune était le siège de la communauté de communes du canton de Roisel, un établissement public de coopération intercommunale (EPCI) à fiscalité propre créé en 1994.
Celle-ci est dissoute et ses communes intégrées le 1er janvier 2012 à la plus vaste communauté de communes de la Haute Somme; dont Roisel est désormais membre.

## Population et société

### Démographie
L'évolution du nombre d'habitants est connue à travers les recensements de la population effectués dans la commune depuis 1793. Pour les communes de moins de 10 000 habitants, une enquête de recensement portant sur toute la population est réalisée tous les cinq ans, les populations de référence des années intermédiaires étant quant à elles estimées par interpolation ou extrapolation. Pour la commune, le premier recensement exhaustif entrant dans le cadre du nouveau dispositif a été réalisé en 2007.

En 2022, la commune comptait 1 609 habitants, en évolution de −2,84 % par rapport à 2016 (Somme : −1,26 %, France hors Mayotte : +2,11 %).
| 1793  | 1800  | 1806  | 1821  | 1831  | 1836  | 1841  | 1846  | 1851  |
| ----- | ----- | ----- | ----- | ----- | ----- | ----- | ----- | ----- |
| 1 204 | 1 122 | 1 203 | 1 225 | 1 511 | 1 586 | 1 591 | 1 675 | 1 660 |

| 1856  | 1861  | 1866  | 1872  | 1876  | 1881  | 1886  | 1891  | 1896  |
| ----- | ----- | ----- | ----- | ----- | ----- | ----- | ----- | ----- |
| 1 715 | 1 768 | 1 800 | 1 905 | 1 964 | 1 867 | 1 722 | 1 668 | 1 758 |

| 1901  | 1906  | 1911  | 1921  | 1926  | 1931  | 1936  | 1946  | 1954  |
| ----- | ----- | ----- | ----- | ----- | ----- | ----- | ----- | ----- |
| 1 744 | 1 796 | 1 796 | 1 418 | 1 745 | 1 808 | 1 711 | 1 570 | 1 625 |

| 1962  | 1968  | 1975  | 1982  | 1990  | 1999  | 2006  | 2007  | 2012  |
| ----- | ----- | ----- | ----- | ----- | ----- | ----- | ----- | ----- |
| 1 843 | 1 908 | 1 846 | 1 976 | 1 960 | 1 929 | 1 835 | 1 821 | 1 740 |

| 2017  | 2022  | - | - | - | - | - | - | - |
| ----- | ----- | - | - | - | - | - | - | - |
| 1 613 | 1 609 | - | - | - | - | - | - | - |

### Enseignement
Roisel compte une école maternelle de 71 élèves et une école élémentaire de 168 élèves à la rentrée 2018. Une huitième classe ouvre en septembre 2019.
Les communes de Villers-Faucon, Roisel et Bernes se sont organisées en regroupement pédagogique intercommunal (RPI) pour la gestion de l'enseignement primaire local. À la rentrée de septembre 2019, l'école de Villers-Faucon n'accueille plus d'élèves.
En 2020, l'aspect financier est géré par le syndicat scolaire de la Haute Somme (Sisco) concernant huit communes : Bernes, Pœuilly, Hancourt, Hervilly-Montigny, Hesbécourt, Vraignes-en-Vermandois, Villers-Faucon et Roisel. Le syndicat a la responsabilité de deux sites, avec deux classes maternelles à Bernes, et surtout neuf classes à Roisel, trois en maternelle et six en primaire.
Le collège Gaston Boucourt permet de continuer sa scolarité dans la commune.

## Économie
L'activité économique de Roisel est caractérisée par la présence de commerces de proximité et d'artisanat, de services de santé, d'enseignement élémentaire et secondaire, culturel (médiathèque) etc.
Milliken, fabricant de revêtements de sol, est en 2020 la principale entreprise de la commune.

## Culture locale et patrimoine

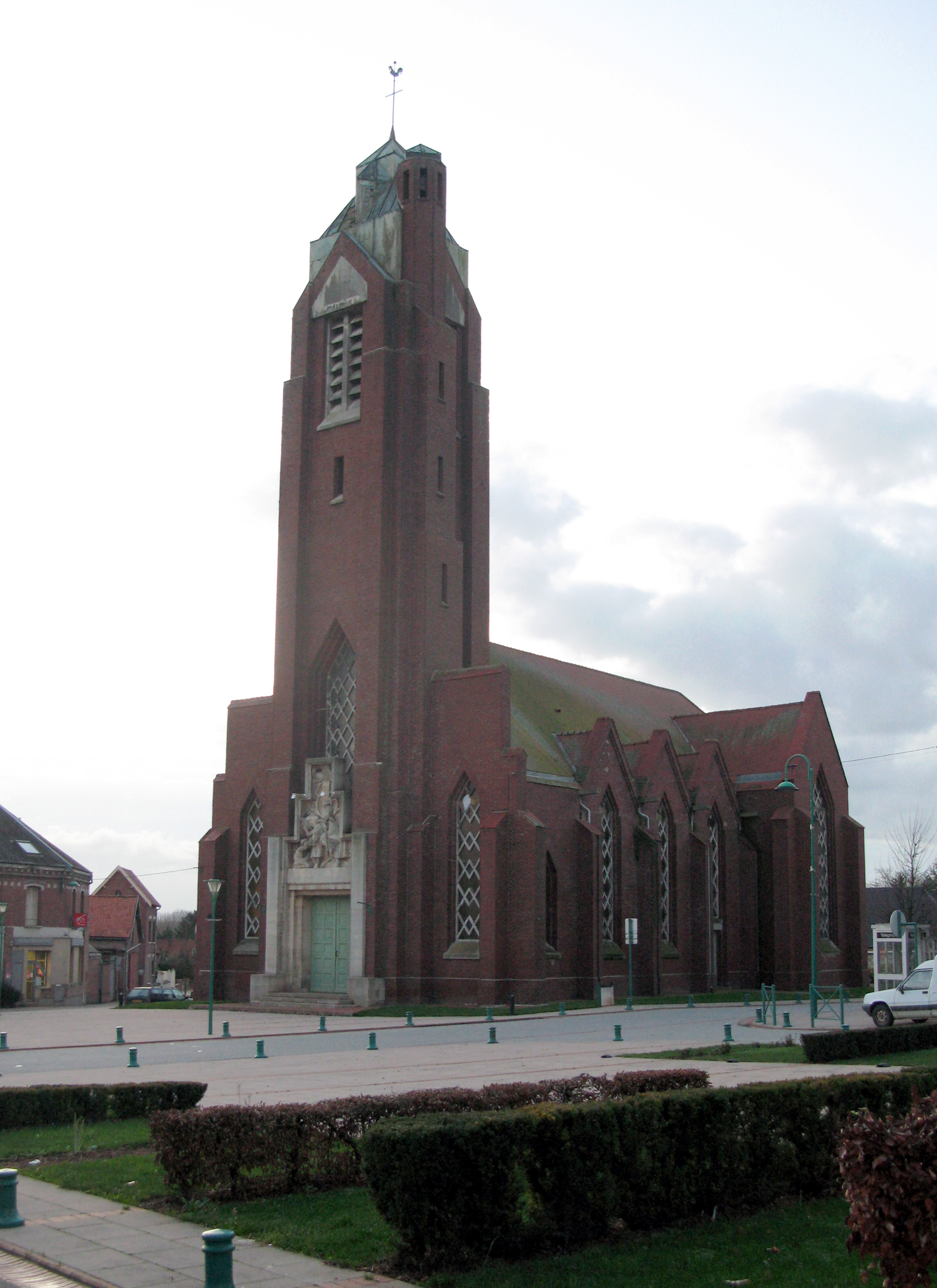
L'église vue depuis le côté de la mairie.

### Lieux et monuments
- Hôtel de ville
Après sa destruction lors de la Première Guerre mondiale, l'hôtel de ville (anciennement situé devant l'église) fut reconstruit en 1926 un peu plus en amont au nord, générant alors un vaste espace public. Cette œuvre de Maurice Lucet est un édifice de brique, sur deux niveaux avec combles, surmonté d'un clocheton.
- Église Saint-Martin.

Après la destruction de l'église lors de la Première Guerre mondiale, la commune adhère à la coopérative de reconstruction des églises dévastées du diocèse d'Amiens afin d'en assurer la reconstruction.
Extérieur : l'édifice en brique reprend le plan basilical traditionnel. Il se compose d'une nef de trois travées, d'un transept et d'un chœur. Un haut clocher domine l'édifice et le portail d'entrée.
Intérieur : l'ensemble du monument est revêtu d'un enduit blanc. Le mobilier en pierre de Comblanchien a été réalisé par l'Amiénois Marcel Sueur. Le chemin de croix, en béton coloré, est l'œuvre de l'atelier Darras-Delahaye d'Amiens. Les verrières du chœur et du transept ont été réalisées par Jacques Damon, de Paris.

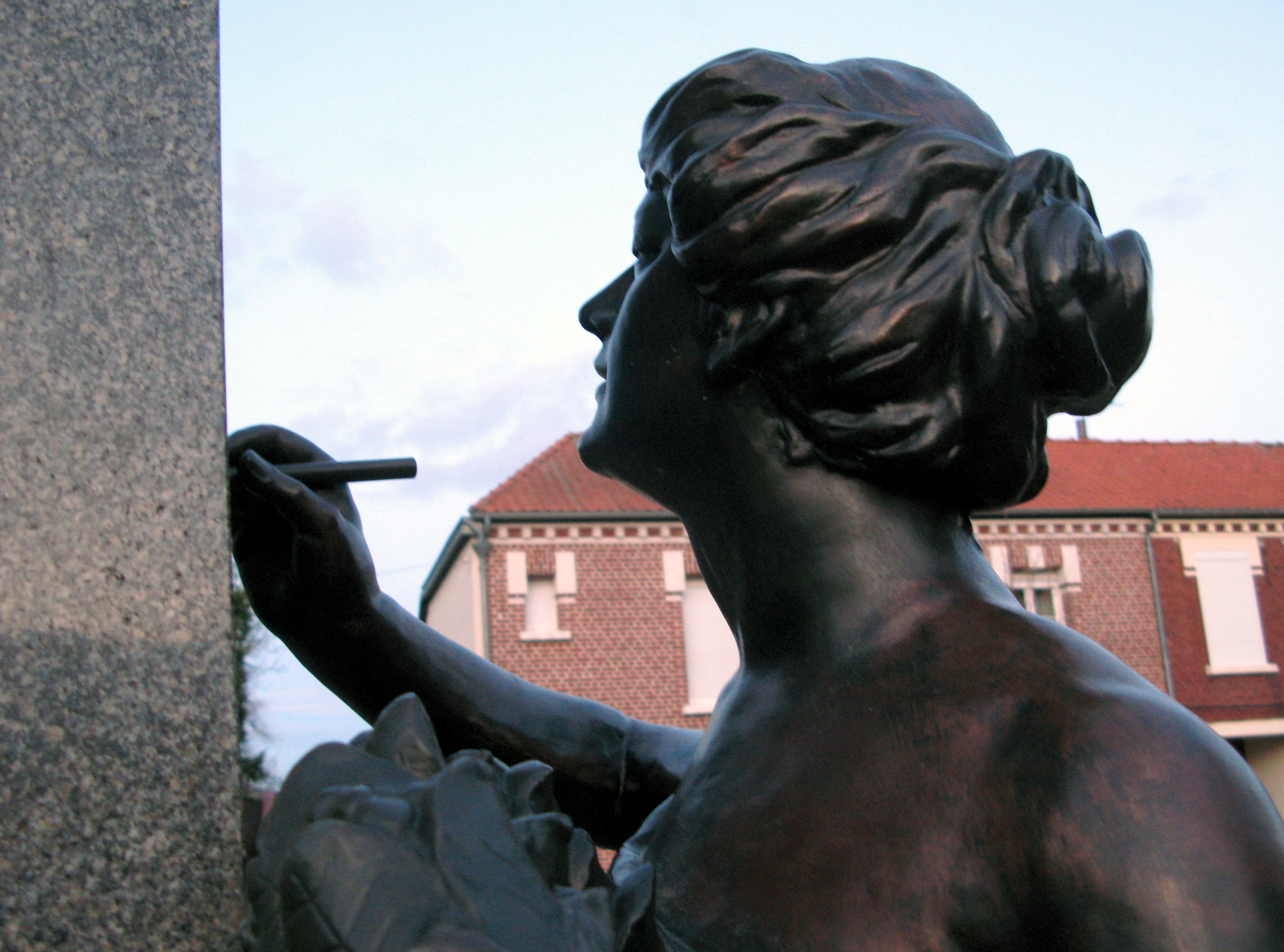
Détail du monument aux morts.

- Le cimetière militaire qui jouxte le cimetière communal comporte 1 393 tombes de soldats tombés dans le secteur lors de la Première Guerre mondiale.

- Monument aux morts
 Dressé derrière l'église, il représente une femme debout, en jupe longue (ou toge) inscrivant des noms. Ce type de motif se rencontre également dans la Somme dans le village de Soyécourt...
Sur le monument aux morts sont inscrits les noms des 64 soldats de Roisel morts pour la France et de 20 civils[41]
- Salle des fêtes 
Elle se trouve juste derrière l'hôtel de ville, sur la place.
- La Coulée verte, voie de promenade entre Roisel et Péronne, longue de 13 km, aménagée par l'intercommunalité sur la plate-forme de l'ancienne ligne de Saint-Just-en-Chaussée à Douai[42].

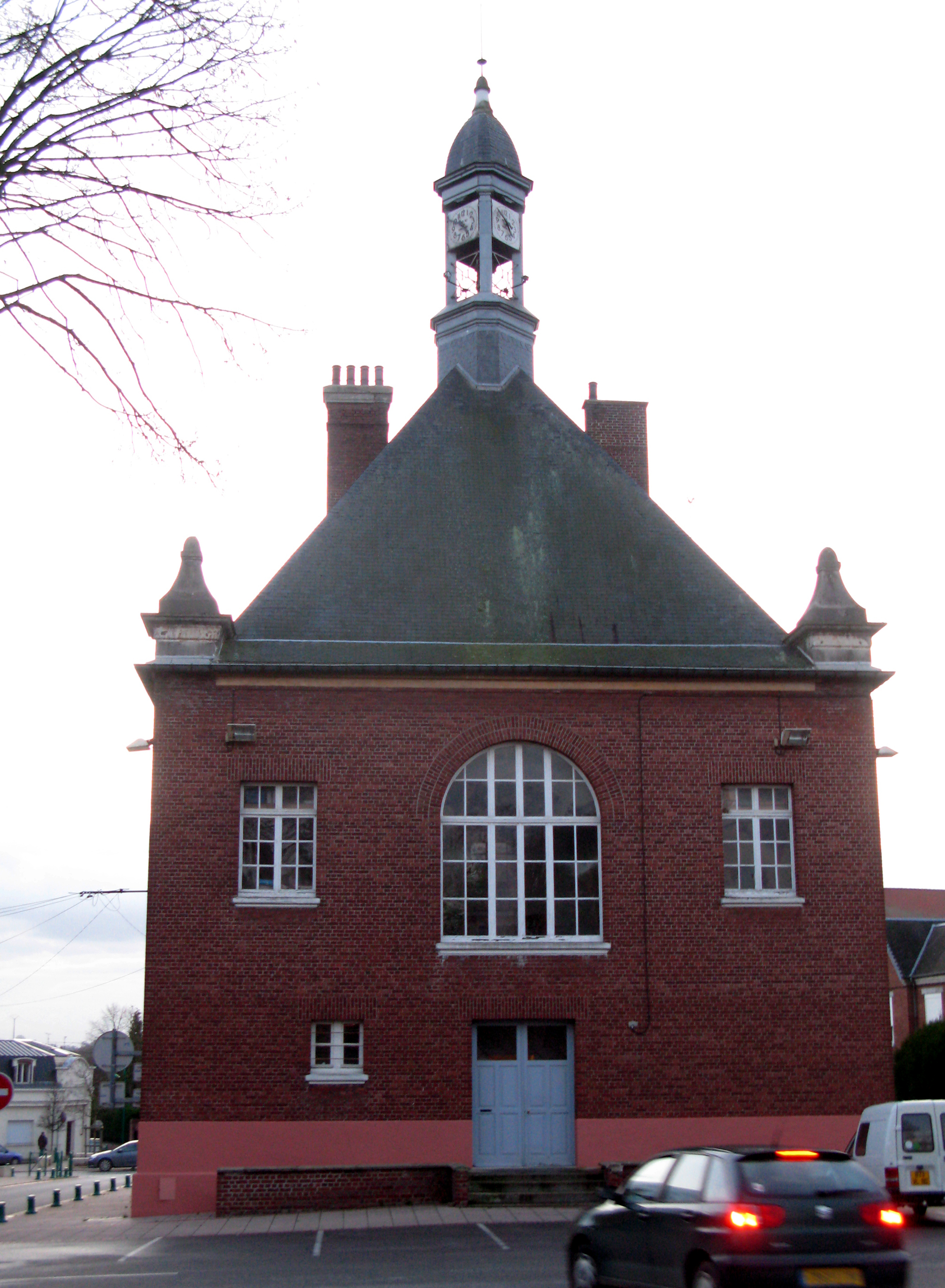
Roisel, façade arrière de la mairie.
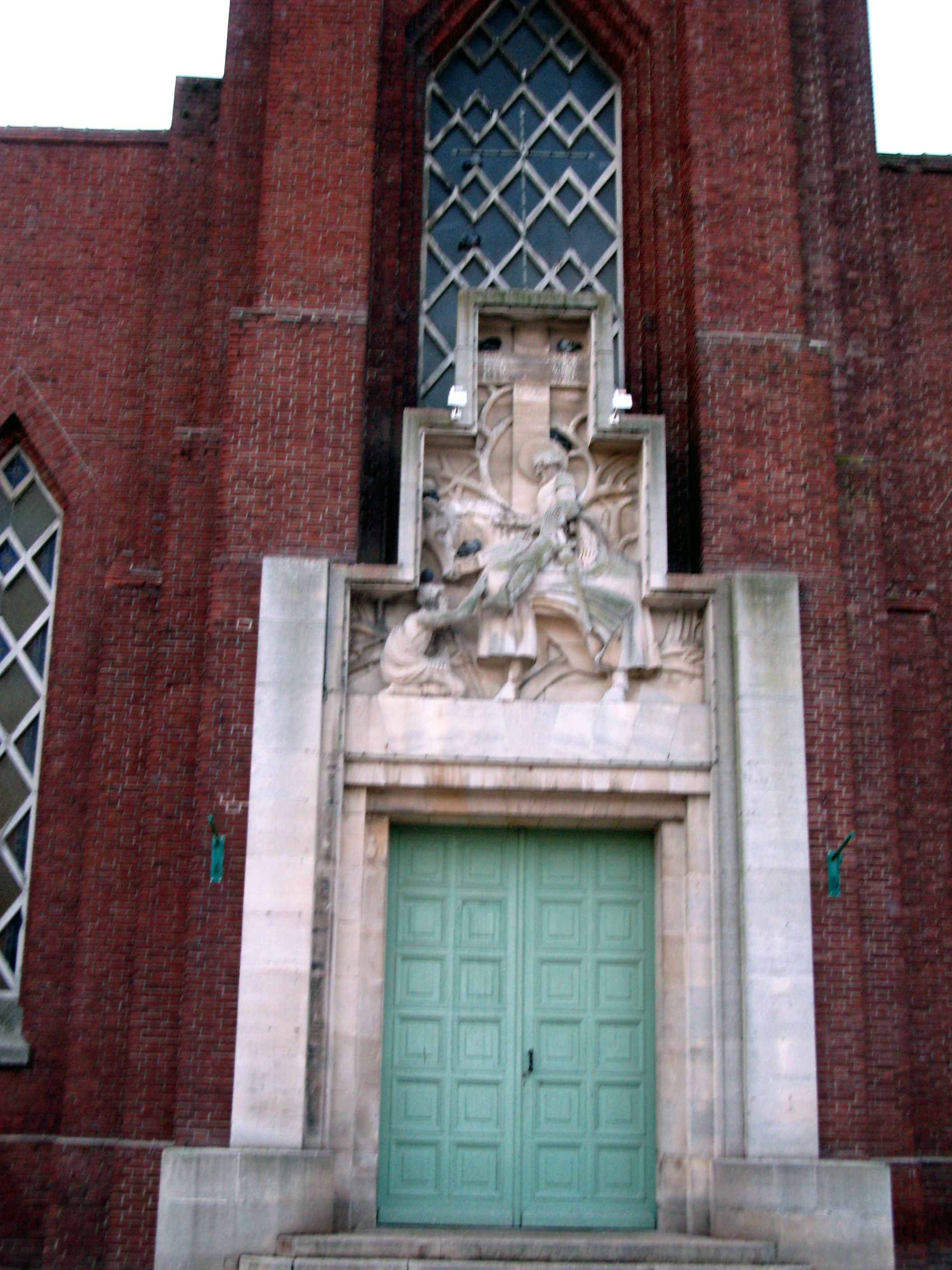
Roisel, église, tympan du portail.
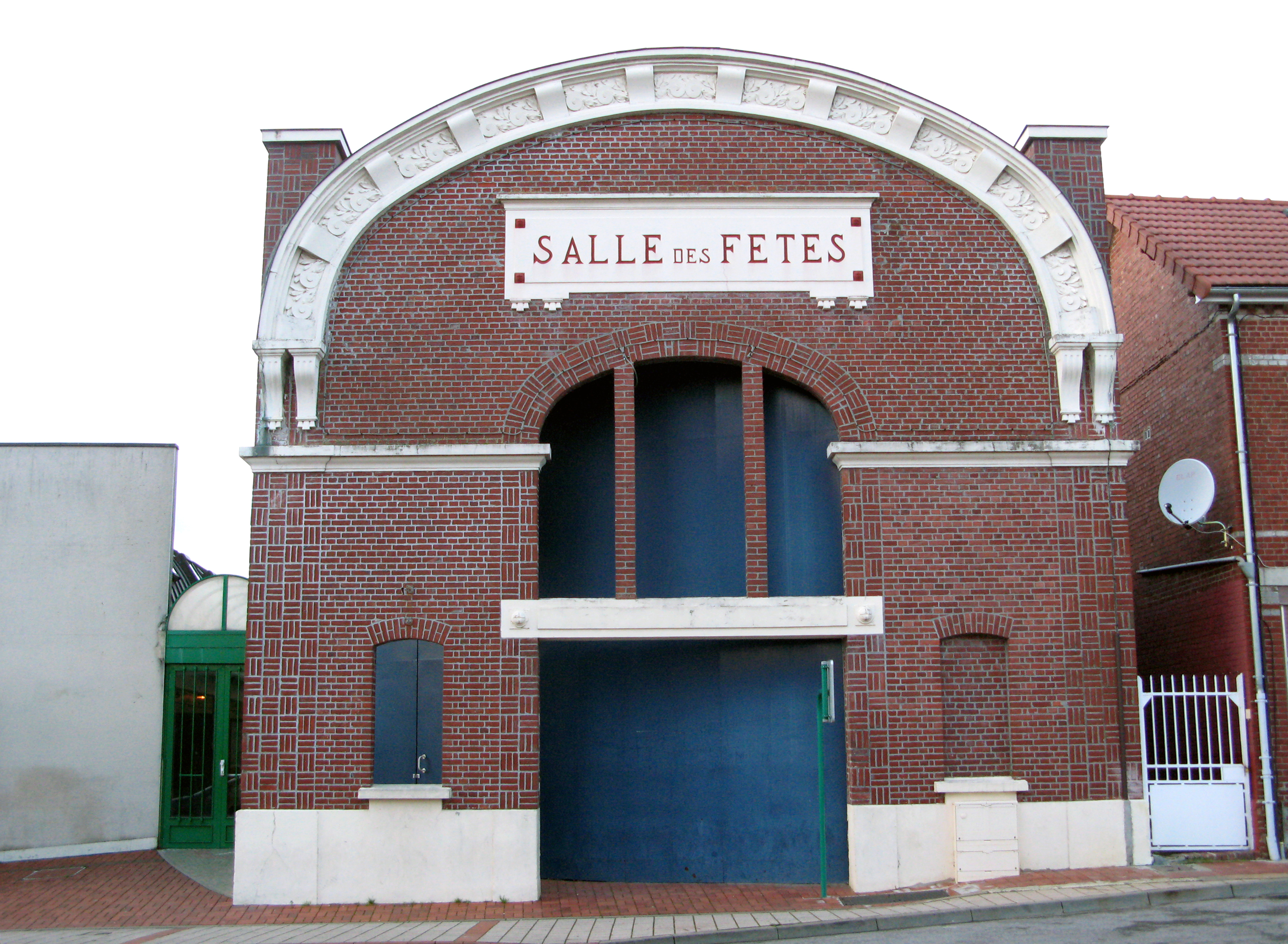
Roisel, salle des fêtes.
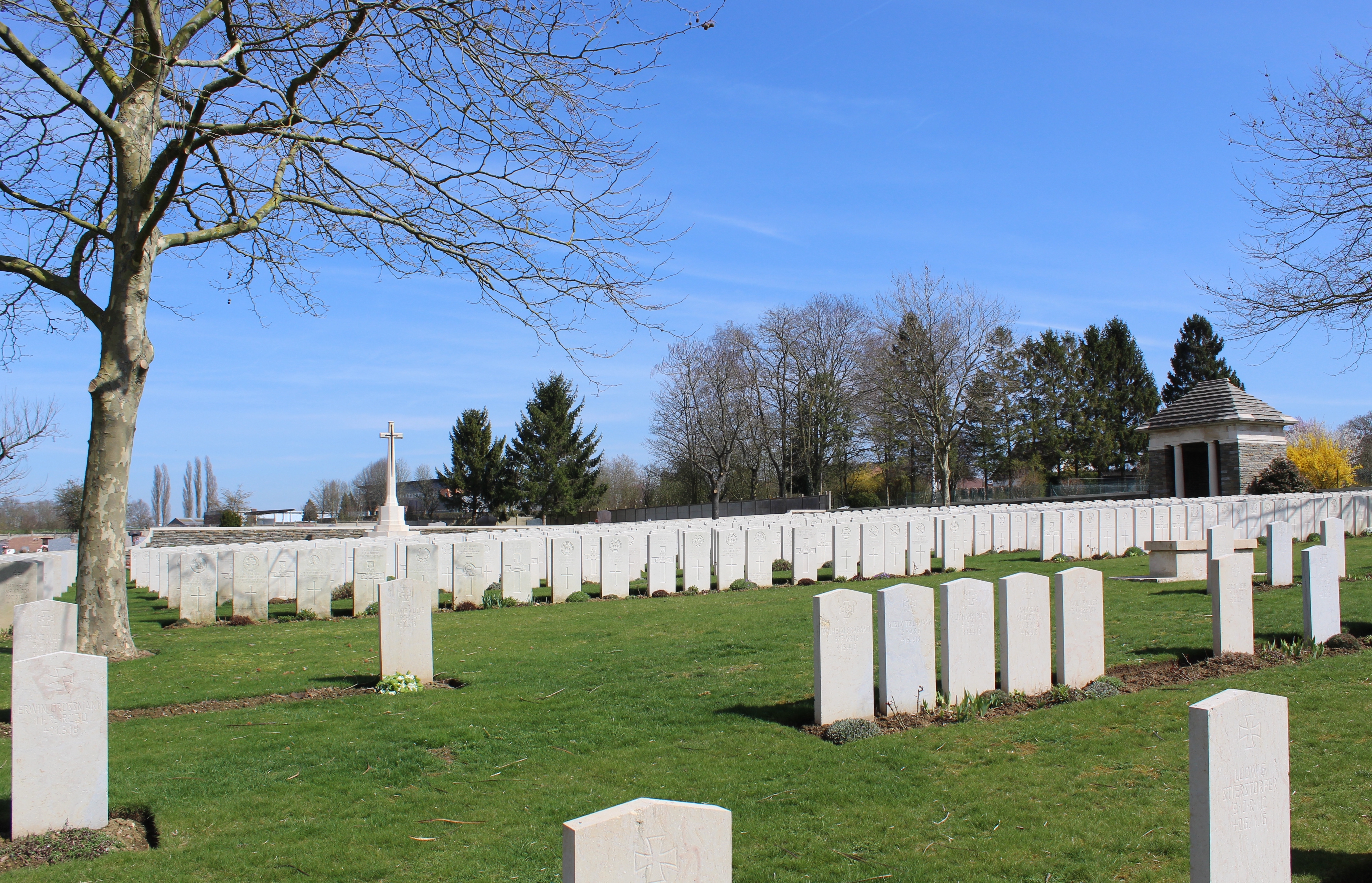
Le cimetière militaire.

### Personnalités liées à la commune
- Jean Durieux est né le 22 avril 1827. En 1870, lors de la guerre franco-allemande de 1870, il exerçait la profession de médecin et maître en pharmacie à Paris. Il s'illustra pendant le siège de la capitale en portant secours gratuitement aux soldats et aux civils sous les bombardements. Il fut blessé au pied et en resta handicapé. Pour son attitude, il fut fait chevalier de la Légion d'honneur le 15 octobre 1871. Il mourut le 20 juin 1874.
- Auguste Charles Eloy Gaudefroy, né à Roisel le 24 mars 1906, déporté, décédé le 5 mars 1945 à Buchenwald (Allemagne).
- Simon Charles Aubun Pierre Devraine né à Roisel le 18 février 1908, déporté, décédé le 7 février 1945 à Langenstein (Allemagne).
- Jean Robert Honoré Gelé, né à Roisel le 29 mai 1922, déporté, décédé en avril 1945 en Allemagne.
- Ernest-Henri-Augustin Molhant, né en 1861, mort à Roisel le 15 mai 1902, médecin de Roisel durant 17 ans. ancien médecin de la compagnie des chemins de fer du Nord et du chemin de fer de Vélu-Bertincourt à Saint-Quentin, membre de la société des prévoyants de l'avenir, vice-président de l'harmonie de Roisel.
- Claude Tollet, né en 1949 à Roisel, cycliste, vainqueur d'une étape du Tour de l'Avenir 1972 et d'une étape du Tour de France 1973.

### Héraldique
|  | La commune utilise ces armoiries depuis 1967. C'était celles du chapitre de la collégiale Saint-Fursy de Péronne qui possédait depuis la fin du VIIe siècle des biens à Roisel. Les bœufs sont les attributs de Fursy de Péronne. Blasonnement : - d'azur au buste de saint Fursy, abbé, auréolé, tenant dans sa dextre une crosse et cantonné, en chef, de deux fleurs de lys et, en pointe, de deux rencontres de bœuf, le tout d'or. Ornement extérieur : - Croix de guerre 1914-1918 avec palme. Citation à l'ordre de l'armée du 27 octobre 1920 : « A été complètement détruite par de fréquents bombardements et au cours de la bataille de 1918. A toujours montré dans les épreuves un calme et une dignité remarquables. A bien mérité du pays. » |

## Pour approfondir